# Колобрід
«Колобрід» (рос. «Колоброд») — радянський художній фільм 1989 року, знятий режисером Сергієм Ломкіним на кіностудії «Мосфільм».

## Сюжет
За мотивами оповідання В. Кононенка «Впіймати рибу». У селі, куди Семен часто приїжджає перепочити від міської суєти, всі тільки й говорять про велику рибину-чудовисько, спіймавши яку, щасливчик знаходить якийсь чудовий дар. Хтось її навіть бачив, але пройшов повз. А ось навіщо вона Семену — він і сам не знає. Але тільки не впіймавши її, Семен не зможе спокійно жити далі.

## У ролях
- Олександр Казаков — Семен
- Любов Руденко — Галина
- Варя Столбова — Катя
- Зінаїда Щеннікова — Поліна Микитівна
- Сергій Присєлков — Павло
- Володимир Зубенко — Філька
- Валерій Анісімов — вчитель
- Дорін Молодожан — епізод
- Альоша Трушаков — епізод
- Володимир Ломізов — епізод
- Тетяна Кур'янова — епізод

## Знімальна група
- Режисер — Сергій Ломкін
- Сценаристи — Володимир Кононенко, Сергій Ломкін
- Оператор — Володимир Кононенко
- Композитор — Артем Агаджанов
- Художник — Василь Щербак